# 長毛松針蚜
長毛松針蚜（学名：[Eulachnus thunbergi] 错误：{{Lang}}：文本有斜体标记（帮助））为大蚜科松針大蚜屬下的一个种。